# Fleury (attore)
Fleury, pseudonimo di Abraham Joseph Bénard (Chartres, 26 ottobre 1750 – 3 marzo 1822), è stato un attore teatrale francese.

## Biografia
Nacque a Chartres e iniziò il suo apprendistato a Nancy, dove suo padre era a capo di una compagnia di attori legati a Stanislao Leszczyński. Dopo quattro anni in provincia, arrivò a Parigi nel 1778 e quasi subito divenne socio alla Comédie-Française, sebbene il pubblico fosse stato lento a riconoscerlo come il più grande comico dell'epoca.
Durante la rivoluzione francese, nel 1793, come il resto dei suoi compagni di lavoro, venne arrestato in seguito alla rappresentazione del controverso L'Ami des lots ("L'amico delle leggi") di Jean-Louis Laya, e, una volta liberato, recitò in vari teatri fino a quando, nel 1799, si riunì alla riabilitata Comédie Française. Dopo quarant'anni di servizio si ritirò nel 1818. Era notoriamente analfabeta, ed è probabile che l'interessante "Mémoire de Fleury" si debba più al suo autore, Lafitte, che al soggetto di cui in "note e documenti" si dice contenere.